# Hubert Ingraham
Pour les articles homonymes, voir Ingraham.
Hubert Alexander Ingraham, né le 4 août 1947 à Pine Ridge, est un homme d'État bahaméen, membre du Mouvement national libre, Premier ministre de 1992 à 2002 et de 2007 à 2012.

## Biographie

### Jeunesse
Hubert Ingraham naît à Pine Ridge sur l'île de Grand Bahama d'un père débardeur, Jerome Ingraham, et d'Isabella MacIntosh. Il fait l'ensemble de ses études dans son pays, notamment en droit, et entre au barreau des Bahamas en décembre 1972. Il occupe aussi divers emplois, tant dans le secteur public que privé.

### Carrière politique
Membre du Parti progressiste libéral (PLP), dominant alors la vie politique des Bahamas, depuis ses vingt ans, il devient membre du conseil national et président de ce parti en 1976. L'année suivante, il est élu au Parlement pour la circonscription de Coopers Town qu'il représente jusqu'à sa démission en 2012, en gagnant toutes les élections. Il devient un spécialiste des questions financières et économiques et est réélu en 1982. Cependant, il critique de plus en plus ouvertement la dérive autoritaire du Premier ministre Lynden Pindling et est exclu du PLP peu avant les élections de 1987. Il est cependant réélu comme candidat indépendant.
Le 17 mai 1990, il prend la tête du Mouvement national libre (MNL), principal parti d'opposition à Lynden Pindling. Il remporte les élections de 1992 et devient alors le deuxième Premier ministre des Bahamas. Il lance un certain nombre de réformes de l'administration et du secteur économique public pour améliorer la gouvernance, mais sans changer les orientations fondamentales de l'économie des Bahamas dont le développement s’appuie sur le tourisme, particulièrement les casinos, et les services financiers. Il normalise notamment les relations avec l'OCDE et le Gafi. Ces réformes entraînent une baisse des investissements aux Bahamas et de nombreuses pertes d'emplois dans le secteur financier. En juillet 1993, il est fait membre du Conseil privé. En 2001, Hubert Ingraham annonce qu'il ne souhaite pas effectuer un troisième mandat comme Premier ministre. O. Tommy Turnquest prend alors la tête du MNL, mais les élections de 2002 voient la défaite du parti dont le chef perd lui aussi son siège.
Bien qu'il ait été réélu en 2002, Hubert Ingraham ne redevient qu'en 2005 le chef de l'opposition quand il est réélu à la tête du MNL. Il mène alors la campagne victorieuse de 2007 et redevient Premier ministre. Comme lors de son premier gouvernement, il suit de près les questions financières. Il perd les élections de 2012 et démissionne de son poste de député, ainsi que de la tête du Mouvement national libre. Il s'est depuis retiré de la vie politique bahaméenne.